# Thượng Tư
Thượng Tư (tiếng Trung: 上思) là huyện duy nhất của địa cấp thị Phòng Thành Cảng thuộc Khu tự trị dân tộc Choang Quảng Tây, Trung Quốc. Diện tích của huyện này là 2.816 km², dân số 220.000 người (năm 2002). Thành phần dân tộc như sau: Người Tráng (Choang) chiếm khoảng 86,8%, người Hán chiếm 9,2%, người Dao chiếm 3,9%, các dân tộc khác 0,1 %.

## Phân chia hành chính
Huyện Thượng Tư chia ra làm 6 hương, 2 trấn với tổng cộng 83 thôn ủy hội, 4 xã khu.

## Địa lý
Trung tâm huyện cách Nam Ninh 100 km về phía bắc, cách cảng Khâm Châu 121 km về phía đông, cách trung tâm địa cấp thị Phòng Thành Cảng 118 km về phía nam và cách Sùng Tả 109 km về phía tây, huyện cấp thị Đông Hưng 130 km về phía tây nam.
Huyện Thượng Tư là huyện miền núi với khí hậu cận nhiệt đới. Lượng mưa trung bình đạt 1.217,3 mm. Nhiệt độ trung bình đạt 21,7 °C. Số giờ chiếu nắng đạt 1.896 h. Có dãy núi Thập Vạn Đại Sơn chạy qua ở phía nam huyện. 